# Бронзовоопашат паунов фазан
Бронзовоопашатият паунов фазан (Polyplectron chalcurum) е вид птица от семейство Phasianidae.

## Разпространение и местообитание
Разпространен е в Индонезия.